# Apache Flex
Apache Flex（アパッチ・フレックス）は、リッチインターネットアプリケーションのライブラリ。ソフトウェア開発キットとしては Apache Flex SDK があり、統合開発環境としては Adobe Flash Builder がある。デザインには MXML を利用し、プログラミング言語には ActionScript を利用し、Adobe Flash Player 上で実行する swf ファイルを生成する。Flex 3 からは AIR 上でも実行可能。Flex SDK は 4.6 までは Adobe Flex SDK だったが、4.7 がなく、4.8.0 から Apache Flex SDK。

## 概要
Ajaxブームの火付け役となったのがグーグルマップと言われており、今日の Ajax を利用した代表的なウェブサービスであるが、ウェブブラウザに依存する JavaScript による記述である Ajax と、Adobe Flash 内部で実行している ActionScript がどちらも ECMAScript の応用系であることから、この二つをひとつにすることで開発コストを削減し、開発環境を整備するという狙いがある。
Adobe Flash は ActionScript という JavaScript と類似したプログラミング言語を内包しており、これまでもウェブブラウザ上でJavaアプレットと同様の目的に使われてきた。Javaアプレットの基本動作制限に見られるような問題点が解消されているため、重宝されている。その意味では、Javaアプレット以上にオブジェクト指向言語によるクロスプラットフォームな実行環境を実現している。
Apache Flex はその長所をさらに拡げ、Ajax の弱点であるウェブブラウザ毎の実装の相違やバグ、挙動の差異に左右されずに動的なページを作成することができるため、Ajax よりもクロスプラットフォームでの開発が容易なソフトウェア開発キットとして注目されている。ただし、現実には、Apache Flex はオペレーティングシステム間の挙動の相違の問題を抱えていて、Windows 以外のオペレーティングシステムではバグが多い。
また、Adobe Flash Professional の開発環境には、タイムラインなどのアニメーション作成に特化した要素が存在し、プログラマはその独特の開発手法を覚える必要があったことに対して、Apache Flex では従来のプログラミング手法を生かせるため、アプリケーションの開発が Adobe Flash Professional よりも容易であると言われている。
また、Adobe Flex SDK 2.0.1 からは、Mozilla Public License（）の下でソースコードを公開し、ActionScript のコンパイラや Flex のライブラリの部分がオープンソース化された。Apache Flex SDK 4.8.0 から Apache ライセンス。ただし、Adobe Flash Player や Adobe Flash Builder のソースコードは非公開である。

## LiveCycle Data Services
Flex で開発したクライアントとのデータ通信ミドルウェア。バージョン2までは Flex Data Services（）と称したが、バージョン2.5から LiveCycle Data Services ES（）と改称した。アドビの製品戦略上、名前に LiveCycle を冠したが、Flex で開発したクライアントとのデータ通信に特化しており、Flex系列と考えてよい。

## 歴史
| 版                     | 公開日         | 備考                      |
| ---------------------- | -------------- | ------------------------- |
| 1.0                    | 2004年3月      |                           |
| 1.5                    | 2004年10月     |                           |
| 2.0                    | 2006年7月28日  |                           |
| 2.0.1                  | 2007年1月5日   |                           |
| 2.0.1 オープンソース化 | 2007年4月26日  |                           |
| 3.0                    | 2008年2月12日  |                           |
| 3.0.2                  | 2008年6月17日  |                           |
| 3.1.0                  | 2008年8月15日  |                           |
| 3.2                    | 2008年11月17日 |                           |
| 3.3                    | 2009年2月5日   |                           |
| 3.4                    | 2009年8月19日  |                           |
| 3.5                    | 2010年1月5日   |                           |
| 4.0                    | 2010年3月22日  |                           |
| 4.1                    | 2010年6月30日  |                           |
| 4.5                    | 2011年4月11日  | AIR SDK 2.6.0.19120を含む |
| 4.5.1                  | 2011年6月19日  |                           |
| 4.6                    | 2011年11月30日 |                           |

4.7 はリリースされなかった。
| 版     | 公開日         |
| ------ | -------------- |
| 4.8.0  | 2012年7月26日  |
| 4.9.0  | 2013年1月11日  |
| 4.9.1  | 2013年2月28日  |
| 4.10.0 | 2013年8月6日   |
| 4.11.0 | 2013年10月28日 |
| 4.12.1 | 2014年5月3日   |
| 4.13.0 | 2014年7月28日  |
| 4.14.0 | 2015年2月3日   |
| 4.14.1 | 2015年3月31日  |
| 4.15   | 2016年1月11日  |
| 4.16   | 2017年3月14日  |
| 4.16.1 | 2017年11月22日 |